# 好キっと土曜日!
『好キっと土曜日!』（すキっとどようび!）は、1999年10月9日から2012年3月31日まで北陸放送ラジオで土曜日に放送されていたラジオ番組。トークと幅広いリクエスト曲を流すのが中心となっている番組である。
2012年3月31日で12年半の放送を終了し『モリラジ!』にリニューアル。パーソナリティの須田と上坂は引き続き番組を担当する。

## 放送時間
いずれも日本標準時（JST）。
- 土曜日 8:30 - 12:00（2011年4月9日 - ）

### 過去
- 北陸放送のワイド番組では放送時間の変更が一番多い番組であり、改編期に合わせて度々変更されている。
  - 1999年10月9日 - 2001年3月31日：9:00 - 15:55
  - 2001年4月7日 - 2001年9月29日：9:00 - 12:55
  - 2001年10月6日 - 2004年3月27日：9:00 - 11:45
    - なお、同時期に北陸放送と北日本放送の2局ネットの番組を午後の時間帯に放送していた（13:00 - 15:55）。

  - 2004年4月3日 - 2005年3月26日：7:30 - 8:45、9:00 - 12:00
    - 4月3日から9月25日まで13:00 - 15:55の時間帯に北陸放送・北日本放送・福井放送の3局ネットでの番組を放送（『ほくほくネット』）。なお、番組終了後は『北陸おもしろネット・向こう三県両ドナリ!』に発展する形になった。

  - 2005年4月2日 - 2005年9月17日：9:00 - 14:25
  - 2005年10月8日 - 2008年3月22日：9:00 - 14:20
  - 2005年9月24日、2008年3月29日 - 2008年9月27日：9:00 - 13:55
  - 2008年10月4日 - 2008年12月27日：9:00 - 15:00
  - 2009年1月10日 - 2011年4月2日：8:30 - 12:55

## パーソナリティ
- 須田健太郎（2011年4月から2012年3月）
- 上坂典子（2011年4月から2012年3月)

### 過去
- 松村玲郎（2010年3月27日まで）
- 川瀬裕子（2008年12月27日まで）
- 室照美（2009年1月10日から2010年3月27日まで）
- 谷川恵一（2010年4月3日から2011年4月2日まで）
- 福島彩乃（同上）
- 滝沢枝里（時期不明）

## 主な内容
2010年3月現在。下記の時間以外はリクエスト曲を流しているが、時折ラジオショッピングを挿入している。
- 8:40 - 交通情報（日本道路交通情報センターの道路交通情報）
- 8:55 - MROニュース
- 9:30 - 佐藤禎花ヒーリングタイム / 富来網元の宿 海の丘倶楽部 いきいき朝とれ情報
  - 「佐藤禎花ヒーリングタイム」は、ホリスティック健康科学研究所代表の佐藤禎花が生出演もしくは電話で登場し、体と心の癒しについてをパーソナリティとともにトークする。
  - 「網元の宿 海の丘倶楽部 いきいき朝とれ情報」は、羽咋郡志賀町（旧富来町）にある旅館の社長が電話で登場し、パーソナリティとともにプライベートを織り交ぜたトークを行う。
  - 上記のコーナーに限っては、週ごとに入れ替わって放送される。
- 9:50 - 交通情報（日本道路交通情報センターの道路交通情報）
- 9:55 - MROニュース
- 10:40 - ひまわりほーむ かわら版コーナー
  - ひまわりほーむの社員が登場し、宣伝を兼ねたトークを展開する。
- 10:50 - 交通情報（日本道路交通情報センターの道路交通情報）
- 10:55 - MROニュース
- 11:05 - おとぼけツアーズ奮闘記 しずおかへようこそ!
- 11:40 - 証券情報
  - 今村証券による証券情報。今週の相場状況を今村証券の社員が電話で伝える。
- 12:00 - MROニュース
- 12:10以降、ゲストとして金沢市内を中心に活動している音楽グループが登場し、生演奏が披露されることが多い。また、金沢競馬場の開催時期には、「予感!快感!金沢競馬」というコーナー名で次回の競走の案内や予想などが放送される。